# Жорж Жиро
Жорж Жиро (на френски: Georges Giraud) е френски математик, член на групата Никола Бурбаки.

## Биография
Роден е на 11 юли 1889 г. в Сент-Етиен. През 1914 г. авършва парижката Висша нормална школа, където негов учител е Шарл Пикар. Работи в различни раздели на съвременната алгебра, в частност теория на категориите. Жиро е един от създателите на теорията на псевдодиференциалните оператори.
От 1936 г. е член-кореспондент на Парижката академия на науките и е трикратен носител на наградите, които тя присъжда.
Умира на 16 март 1943 г. в Бони сюр Лоар.